# Os Monólogos da Vagina

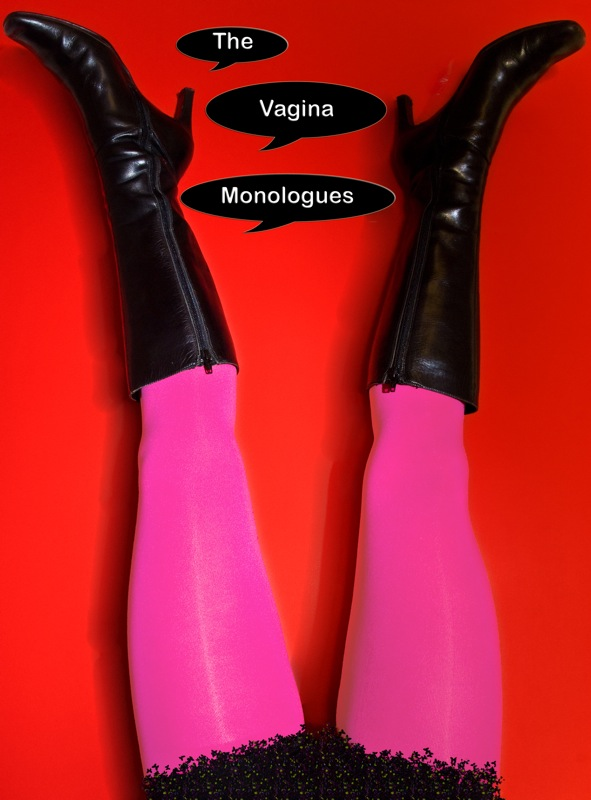
Pôster dos monólogos da vagina de Hiroshima 2008, de Nicky Fernandes

Os Monólogos da Vagina é um espetáculo teatral escrito pela autora norte-americana Eve Ensler. A produção já recebeu diversas adaptações para outros países, e uma versão para televisão com a presença de Ensler já foi produzida pela rede HBO.

## Adaptações para outros países

### Brasil
A peça foi levada para o Brasil em 2000 pelo ator e produtor Cássio Reis e tendo sido adaptada e dirigida por Miguel Falabella. No elenco de estréia estão presentes Zezé Polessa, Cláudia Rodrigues. Como na versão norte-americana, várias atrizes renomadas já passaram por seu elenco, como Totia Meirelles, Cissa Guimarães, Vera Setta, Lúcia Veríssimo, Bia Nunnes, Adriana Lessa, Betina Vianny, Cacau Melo, Tânia Alves e Mara Manzan.

### Portugal
Em Portugal a primeira vez foi estreada em outubro de 2001 no Casino do Estoril pela atriz portuguesa Guida Maria e duraria até fevereiro de 2002, a partir de janeiro foi apresentado no Teatro Villaret em Lisboa. Voltou a ser representada pela mesma atriz em 2009 com a ajuda de outras  duas atrizes portuguesas Ana Brito e Cunha e São José Correia no Casino Lisboa no Auditório dos Oceanos.
De outubro de 2016 ao final desse ano voltou a ser representado no Casino do Estoril.